# Opisthacanthus darainensis
Espèce
Opisthacanthus darainensis est une espèce de scorpions de la famille des Hormuridae.

## Distribution
Cette espèce est endémique de la région de Sava à Madagascar.

## Description
Le mâle holotype mesure 39,5 mm et la femelle paratype 43,1 mm.

## Étymologie
Son nom d'espèce, composé de darain[a] et du suffixe latin -ensis, « qui vit dans, qui habite », lui a été donné en référence au lieu de sa découverte, Daraina.

## Publication originale
- Lourenço & Goodman, 2006 : A reappraisal of the geographical distribution of the genus Opisthacanthus Peters, 1861 (Scorpiones: Liochelidae) in Madagascar, including the descriptions of four new species. Boletín de la Sociedad Entomológica Aragonesa, no 38, p. 11-23 (texte intégral).